# Gerard-Bonnier-Lyrikpreis

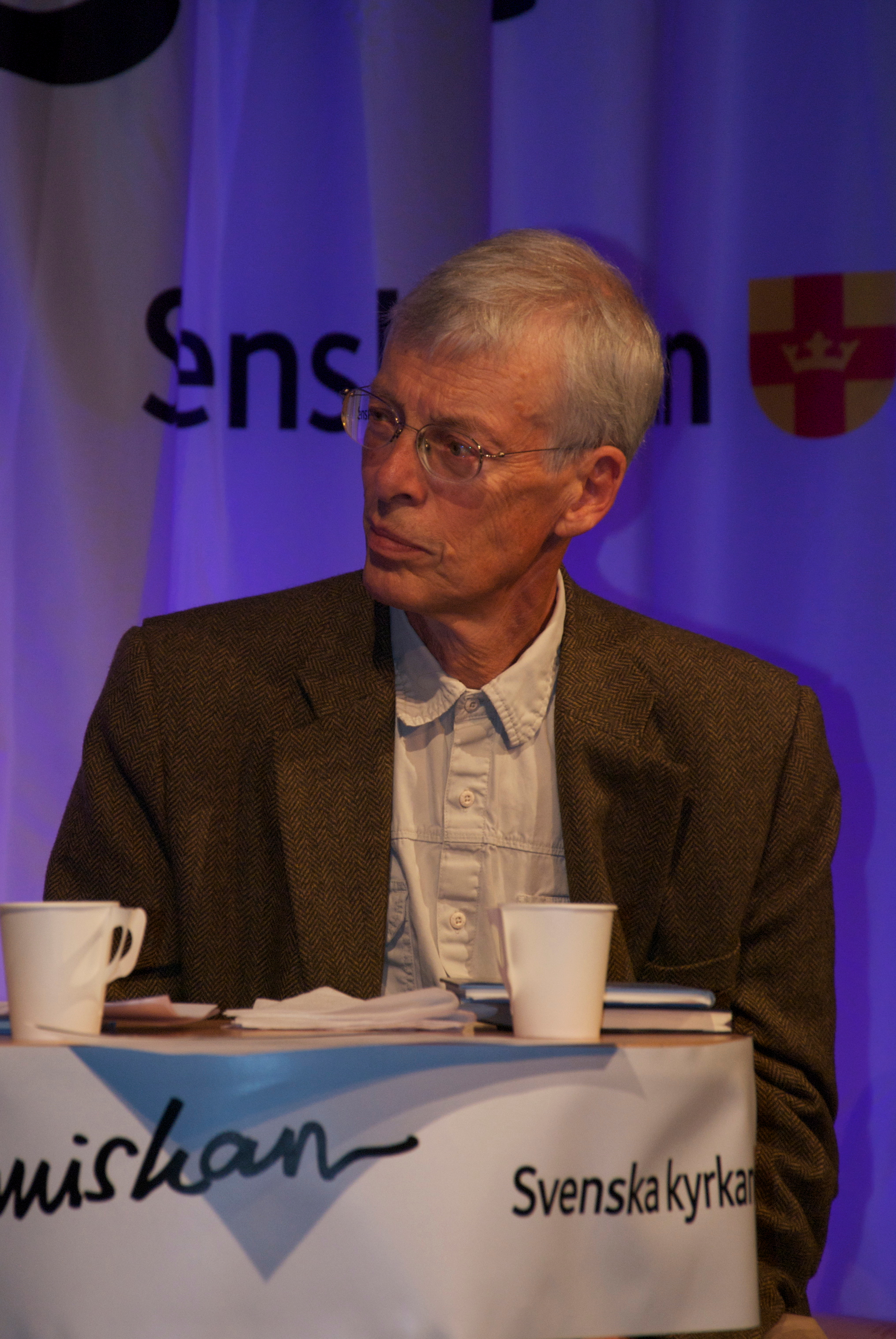
Jesper Svenbro (Preisträger 1997)

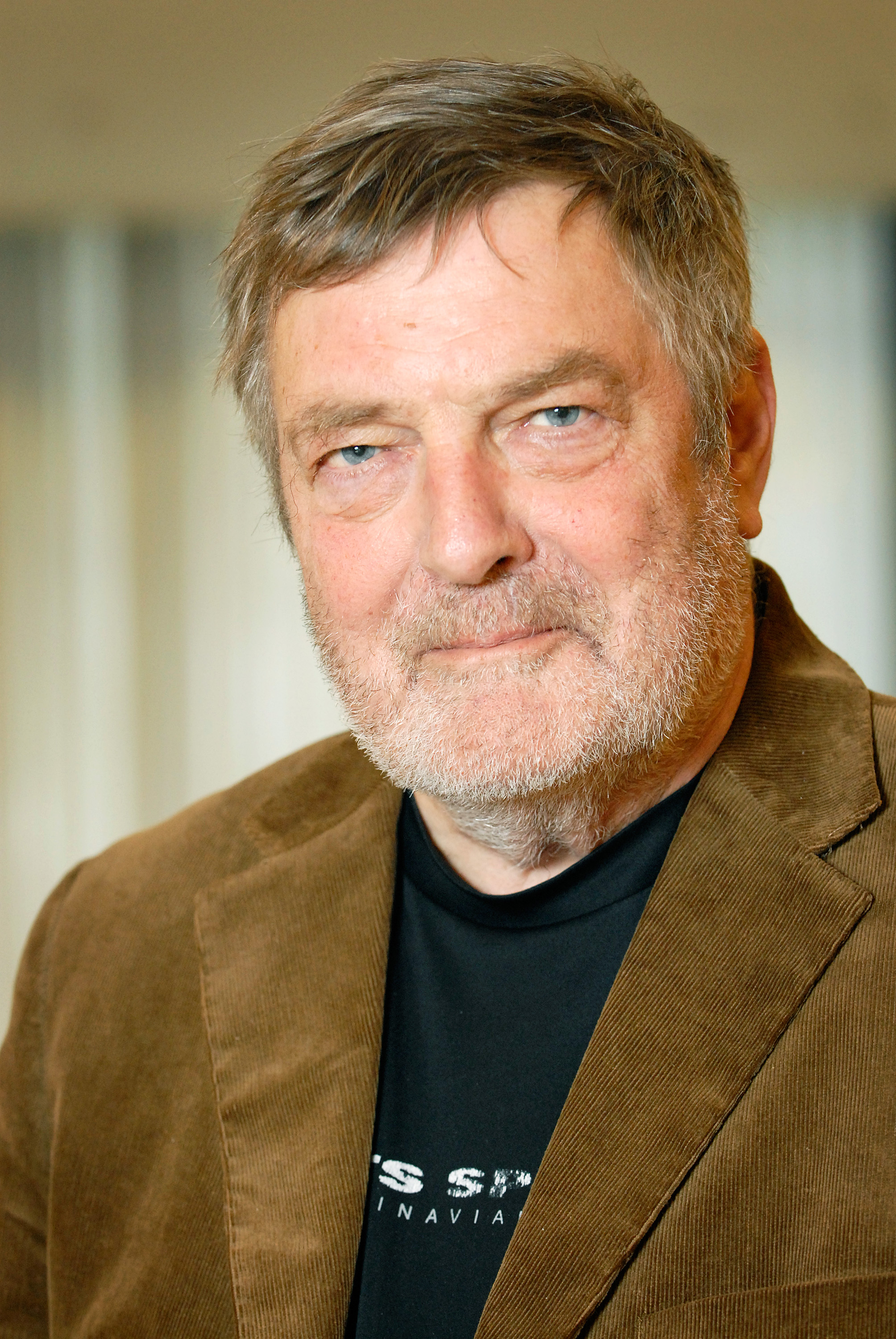
Claes Andersson (Preisträger 2006)

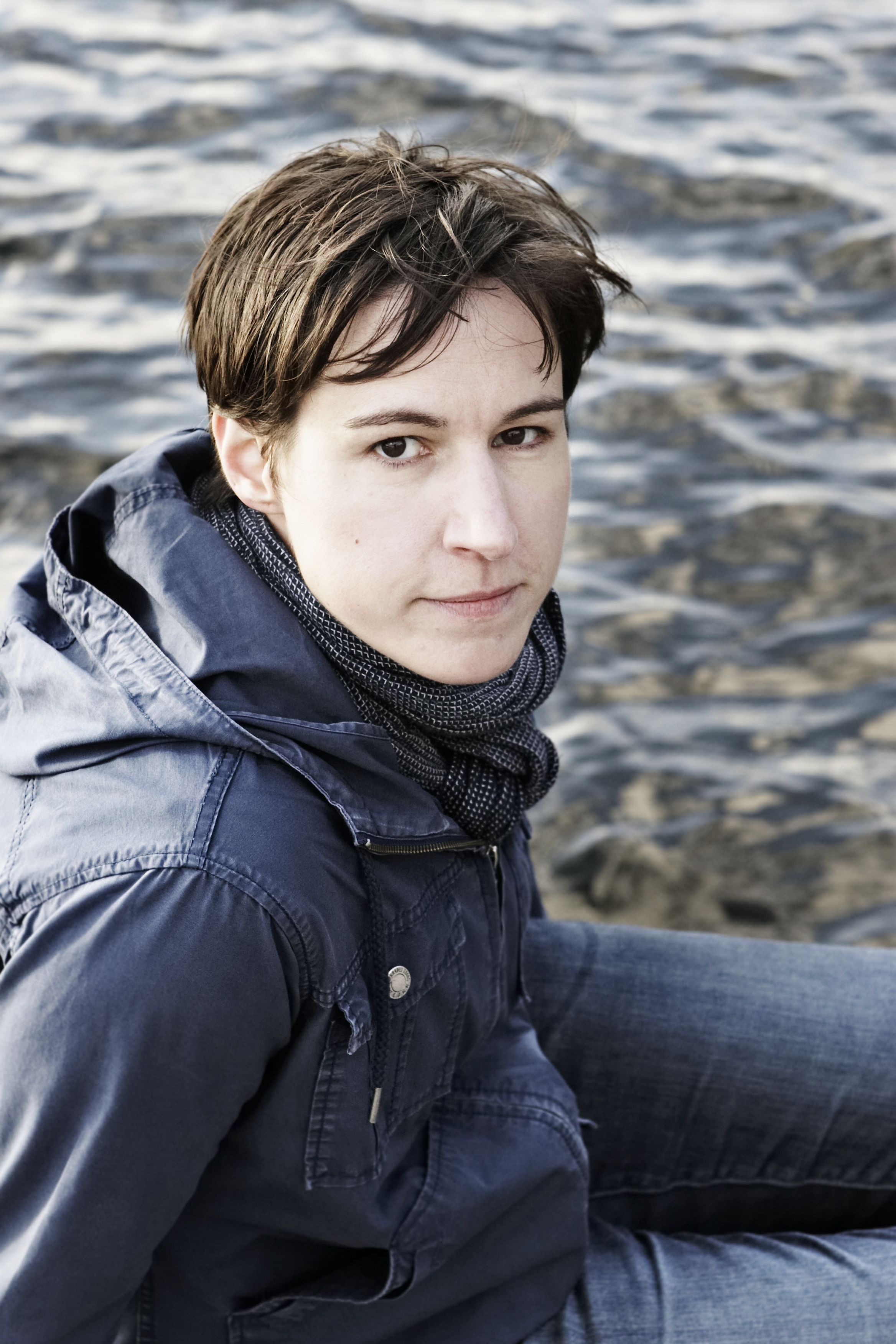
Eva Ribich (Preisträger 2008)

Der Gerard-Bonnier-Lyrikpreis (Original: Gerard Bonniers lyrikpris) ist eine schwedische Literaturauszeichnung, mit der jährlich ein schwedischer Dichter ausgezeichnet wird.

## Geschichte
Der Gerard Bonniers lyrikpris wurde 1978 vom schwedischen Verleger Gerard Bonnier anlässlich seines 60. Geburtstags gestiftet und seither jährlich vergeben. Der Gewinner wird am 7. März eines jeden Jahres, dem Geburtstag des Stifters bekanntgegeben. In der Jury, die den Titelträger auswählt, sitzen ein Vertreter des Verlags, ein Kritiker und die vorhergehenden Preisträger. Der Preis ist mit 100.000 schwedischen Kronen dotiert. Unter den Gewinnern finden sich Namen wie Lars Norén, Karl Vennberg, Tomas Tranströmer, Göran Sonnevi oder Ulf Eriksson.

## Preisträger
- 1978: Lars Norén
- 1979: Karl Vennberg
- 1980: Erik Beckman
- 1981: Tobias Berggren
- 1982: Göran Sonnevi
- 1983: Birgitta Trotzig
- 1984: Tomas Tranströmer
- 1985: Kjell Espmark
- 1986: Bengt-Emil Johnson
- 1987: Lars Forssell
- 1988: Katarina Frostenson
- 1989: Stig Larsson
- 1990: Anna Rydstedt
- 1991: Ernst Brunner
- 1992: Lars Lundkvist
- 1993: Tua Forsström
- 1994: Werner Aspenström
- 1995: Arne Johnsson
- 1996: Birgitta Lillpers
- 1997: Jesper Svenbro
- 1998: Lennart Sjögren
- 1999: Rolf Aggestam
- 2000: Marie Lundquist
- 2001: Staffan Söderblom
- 2002: Eva Runefelt
- 2003: Ulf Eriksson
- 2004: Ann Jäderlund
- 2005: Eva Ström für Rött vill till rött
- 2006: Claes Andersson für Tidens framfart
- 2007: Eva-Stina Byggmästar
- 2008: Eva Ribich für Ljuset kommer in underifrån
- 2009: Helena Eriksson
- 2010: Kennet Klemets für Kling kling
- 2011: Agneta Enckell für Anteckningar (intill ett nordligt innanhav)
- 2012: Jenny Tunedal für Mitt krig, sviter
- 2013: Björner Torsson für Hüzün eller Den hopfällbara näsan
- 2014: Fredrik Nyberg für Att bli ved
- 2015: Ida Börjel für Ma
- 2016: Åsa Maria Kraft für Randfenomen
- 2017: Johan Jönson für dit. dit. hään.
- 2018: Gunnar D. Hansson für Tapeshavet
- 2019: Mara Lee für Kärleken och hatet
- 2020: Göran Sonnevi für Det osynliga motstyckets bok
- 2021: Anna Hallberg für Under tiden
- 2022: Malte Persson für Undergången
- 2023: Lina Ekdahl für Du är inte full du är fylld
- 2024: Karl Daniel Törnkvist